# Leptogomphus lansbergei
Leptogomphus lansbergei är en trollsländeart. Leptogomphus lansbergei ingår i släktet Leptogomphus och familjen flodtrollsländor.

## Underarter
Arten delas in i följande underarter:
- L. l. assimilis
- L. l. lansbergei